# Am Rümpfwald Glauchau
Am Rümpfwald Glauchau este o arie protejată (arie specială de conservare — SAC, sit de importanță comunitară — SCI) din Germania întinsă pe o suprafață de 84 ha, integral pe uscat.

## Localizare
Centrul sitului Am Rümpfwald Glauchau este situat la coordonatele 50°48′00″N 12°33′38″E / 50.8°N 12.5606°E.

## Înființare
Situl Am Rümpfwald Glauchau a fost declarat sit de importanță comunitară în iunie 2002 pentru a proteja 3 specii de animale. Situl a fost protejat și ca arie specială de conservare în aprilie 2011.

## Biodiversitate
Situată în ecoregiunea continentală, aria protejată conține 4 habitate naturale: Ape stătătoare oligotrofe până la mezotrofe, cu vegetație de Littorelletea uniflorae și/sau de Isoëto-Nanojuncetea, Lacuri eutrofice naturale cu vegetație de tip Magnopotamion sau Hydrocharition, Formațiuni ierboase bogate în specii de Nardus, dezvoltate pe substraturi silicioase în zone montane (și în zone submontane, în Europa continentală), Fânețe de joasă altitudine (Alopecurus pratensis, Sanguisorba officinalis).
La baza desemnării sitului se află mai multe specii protejate:
- amfibieni (1): triton cu creastă (Triturus cristatus)
- nevertebrate (2): Dytiscus latissimus, libelule (Leucorrhinia pectoralis)